# Ischnochiton dispar
Ischnochiton dispar är en blötdjursart som först beskrevs av Sowerby 1832.  Ischnochiton dispar ingår i släktet Ischnochiton och familjen Ischnochitonidae. Inga underarter finns listade i Catalogue of Life.